# Xylotrupes tadoana
Xylotrupes tadoana är en skalbaggsart som beskrevs av Rowland 2006. Xylotrupes tadoana ingår i släktet Xylotrupes och familjen Dynastidae. Inga underarter finns listade i Catalogue of Life.